# Esmaragdo de Freitas
Esmaragdo de Freitas e Souza (Floriano, 2 de julho de 1887 – Rio de Janeiro, 12 de julho de 1946) foi um jornalista, advogado, magistrado e político brasileiro que exerceu o mandato de senador pelo Piauí.

## Dados biográficos
Filho de Esmaragdo José de Souza e Lucialina Maria de Freitas. Bacharelou-se pela Universidade Federal de Pernambuco, em 1911 e no referido estado foi chefe de polícia, juiz do crime, consultor jurídico e Secretário de Governo, trabalhando ainda como jornalista e advogado.
Retornou ao Piauí após vinte anos e dividiu-se novamente entre a imprensa e a magistratura ocupando a procuradoria-geral e a Secretaria de Fazenda até ascender ao Tribunal de Justiça do Piauí como desembargador em 1931, corte que presidiu até ser afastado pela Carta de 1937 por força do Estado Novo. Encerrado o ciclo ditatorial foi eleito senador pela UDN em 1945 participando da Assembleia Nacional Constituinte que elaborou a Constituição de 1946, falecendo dois meses antes de publicada a nova Lei Magna. Sua vaga foi preenchida por Joaquim Pires, eleito no ano seguinte ao seu desencarne.
Autor do livro O Visconde de Parnaíba, publicado postumamente em 1947, pertenceu à Academia Piauiense de Letras.